# Pétur Sakari

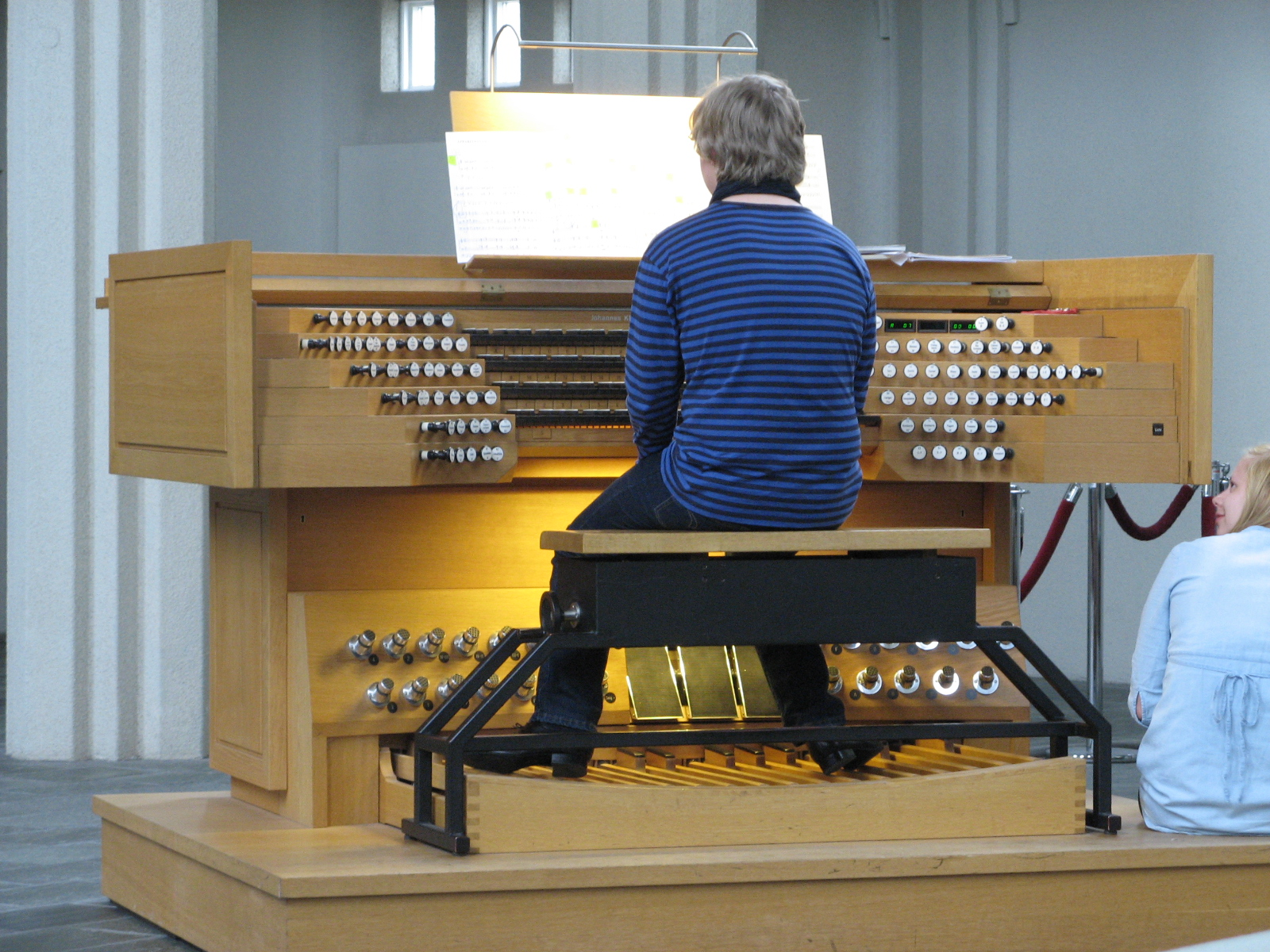
Pétur Sakari an der Klais-Orgel der Hallgrímskirkja in Reykjavík

Pétur Sakari (* 1992)  ist ein finnischer Organist.

## Leben
Sakari wurde als Sohn des Dirigenten Petri Sakari geboren. Er studierte in Helsinki Orgel bei Pekka Suikkanen, Tuomas Karjalainen und Kalevi Kiviniemi. Es folgte ein Studienaufenthalt in Paris bei Vincent Warnier, Thierry Escaich und Daniel Roth. Er besuchte Meisterkurse bei Wolfgang Rübsam, Pierre Pincemaille, Ton Koopman und Frédéric Blanc. Sakari studierte auch Cello am Konservatorium von Helsinki und an der Sibelius-Akademie.  Sein erstes Orgelkonzert spielte er mit dreizehn Jahren.

## Tondokumente
- Première. Mit Werken von Jehan Alain, Maurice Duruflé, Guy Ropartz, Léon Boëllmann und Louis Vierne. Fuga 2010.
- The most beautiful Adagios. Mit dem Turku Philharmonic Orchestra unter der Leitung von Petri Sakari. Sony Classical 2011.
- The great organ of Saint Étienne du Mont, Paris. BIS 2013.
- César Franck: Trois Pièces – Trois Chorals. BIS 2021.